# Ставицкий, Пётр Фёдорович
Пётр Фёдорович Ставицкий 1-й (1769—1815) — генерал-майор артиллерии, Георгиевский кавалер.

## Биография
Происходил из дворянской семьи; отец — капитан в отставке. Кроме Петра в семье было ещё три сына: Максим, Василий, Георгий.
Окончил в 1788 году Артиллерийский и инженерный шляхетский кадетский корпус и при формировании конной артиллерии был приписан к третьей конной роте капитана Сергея Тучкова. 
В 1800 году, грамотой от 17 июля, был пожалован почётным Командором державного ордена Св. Иоанна Иерусалимского.
В 1805 году в чине полковника командовал 1-м конно-артиллерийским батальоном.
Затем был командиром 3-й артиллерийской бригадой; 16 марта 1808 года произведён в генерал-майоры с назначением бригадным командиром Черниговского и Копорского мушкетерских полков и 3-й артиллерийской бригады. Однако 5 ноября 1808 года снят с бригадных командиров. Был главным командиром запасных рекрут. В 1813—1814 гг. — дежурный генерал при Резервной армии.
Был награждён 26 ноября 1811 года орденом Св. Георгия 4-го класса. 
Умер 25 февраля (9 марта) 1815 года от водянки, похоронен в Александро-Невской лавре. 
Был женат на Амалии-Шарлотте фон Расс (1784—1849). У них родились сын Фёдор (?—1888) и три дочери, одна из которых, Ольга (24.10.1805—9.02.1902) была замужем за Максимом Карловичем Цеймерном. Спустя четыре года после смерти мужа, в 1819 году, Амалия Францевна Ставицкая возглавила Девичье училище при Военно-сиротском доме (с 1829 года — Павловский институт)